# Shelley Beattie
Shelley Beattie (Santa Ana, California; 24 de agosto de 1967-Portland, Oregón; 16 de febrero de 2008) fue una culturista profesional y actriz estadounidense. Alcanzó los tres primeros puestos en los concursos Ms. International y Ms. Olympia, las dos competiciones más prestigiosas para las culturistas profesionales. Fue una de las pocas culturistas profesionales sordas del mundo y fue portada de la revista Deaf Life en dos ocasiones en la década de 1990. Tras su retirada, se unió al equipo Grinder de la Copa América, quedando en segundo lugar tanto en 1994 como en 1995. En 2008, murió por suicidio.

## Primeros años y educación
Natural del condado de Orange de California, Beattie se quedó sorda a los tres años debido a una sobredosis de aspirina. En la escuela, aprendió el lenguaje de signos y se sometió a varias operaciones y a terapia del habla para mejorar su capacidad de comunicación. Sin embargo, Beattie estaba socialmente aislada debido a su sordera y recurrió al deporte como vía de escape. Compitió en atletismo, incluyendo el heptatlón, el cross, las vallas y los 400 metros lisos. También estableció un récord escolar en la prueba de vallas bajas. A los 14 años, empezó a levantar pesas para mejorar sus tiempos. A los 16 años, Beattie sufrió una lesión en el tobillo que creyó que pondría fin a su carrera.
La vida familiar de Beattie era inestable. Entre los 14 y los 17 años, estuvo en tres hogares de acogida diferentes y asistió a tres escuelas distintas. Recurrió a la halterofilia como vía de escape para hacer frente a la ansiedad y la frustración.
Beattie estudió en el Western Oregon State College de Monmouth (Oregón) de 1984 a 1988 y se licenció en psicología infantil y educación especial. Durante este tiempo, también estudió danza jazz y coreografía, y se unió a una compañía de danza.

## Carrera de culturista
También empezó a participar en competiciones de culturismo amateur. En su primera competición, la Portland Rose Cup Novice, pesó 124 libras y terminó cuarta en la categoría de peso pesado. Pronto empezó a situarse entre los cinco primeros puestos de todas las competiciones de aficionados a las que se presentaba, incluyendo varias victorias. Desarrolló una amistosa rivalidad con su compañera culturista Nikki Fuller, con la que a menudo quedaba segunda en las competiciones.
En 1989, Beattie conoció a Aaron Shelley, un licenciado en ejercicio y fisiología de la Universidad Estatal de Oregón. Con Shelley, mejoró su dieta y su entrenamiento, lo que le permitió conseguir el título general en la Copa Esmeralda de la NPC de 1990 y en los Campeonatos de la Costa del Pacífico. Después de ganar el título general en el Campeonato NPC USA de 1990, se hizo profesional. Como profesional, compitió con una altura de 1,70 m y un peso corporal de 65 kg. Debido a la política interna de la Federación Internacional de Fisicoculturismo, no pudo participar en el Ms. Olympia de 1990 tras su victoria en el Campeonato de Estados Unidos.
Se presentó al Ms. Internacional de 1991, donde quedó tercera. En el Ms. Olympia de 1991 fue séptima. Al año siguiente, en este último, subió al podio tras quedar tercera, siendo este su mayor logro en el culturismo profesional. Beattie se retiró tras quedar séptima en el concurso de Ms. Olympia de 1993. Además de ser culturista profesional, Beattie trabajó como consejera en un hogar de grupo para adolescentes con retraso en el desarrollo.

### Historial competitivo
- 1986 - Portland Rose Cup Novice – 4.º puesto (HW)
- 1987 - Collegiate Emerald Empire – 1º puesto (HW)
- 1987 - Portland Rose Cup Novice – 3.º puesto (HW)
- 1988 - Portland Rose Cup Novice – 3.º puesto (HW)
- 1988 - Oregon Championships – 3.º puesto (HW)
- 1989 - Western Oregon Championships – 1º puesto (HW)
- 1989 - Collegiate Emerald Empire – 1º puesto (HW)
- 1989 - Vancouver Natural Championships – 1º puesto (HW)
- 1989 - Portland Rose Cup Novice – 1º puesto (HW)
- 1989 - NPC Emerald Cup - 2.º puesto (HW)
- 1989 - Pacific Coast Championships – 2.º puesto (HW)
- 1990 - NPC Emerald Cup – 1º puesto (HW y Overall)
- 1990 - NPC USA Championship – 1º puesto (HW y Overall)
- 1991 - IFBB Ms. International – 3.º puesto
- 1991 - IFBB Ms. Olympia – 7.º puesto
- 1992 - IFBB Ms. International – 7.º puesto
- 1992 - IFBB Ms. Olympia – 3.º puesto
- 1993 - IFBB Ms. International – 9.º puesto
- 1993 - IFBB Ms. Olympia – 7.º puesto

## Retiro
Tras retirarse, Beattie compitió como regatista en el equipo de vela America³ de la Copa América de Vela. También se unió al reparto de la serie de televisión American Gladiators con el nombre de "Siren", compitiendo en 44 episodios entre 1992 y 1997. Como era sorda, recibía indicaciones visuales del árbitro Larry Thompson y de su compañera Salina Bartunek (conocida como "Elektra" en la serie). Los espectadores también agitaban las manos en el aire o pisaban fuerte en lugar de aplaudir.

## Vida personal y muerte
Beattie era bisexual. Mantuvo una relación de seis años con John Romano, columnista de la revista Muscular Development. En el momento de su muerte, Beattie vivía en una granja al este de Salem (Oregón), con su novia Julie Moisa.
Beattie luchaba contra un trastorno bipolar. El 13 de febrero de 2008, intentó suicidarse por ahorcamiento y murió tres días después, a los 40 años de edad.